# Receptor de melatonina
Os receptores de melatonina são uma classe de receptores acoplados à proteína G que tem a melatonina como ligante endógeno.